# چیرکوئو
چیرکوئو (روسی: Чиркуо) یک رودخانه در استان یاقوتستان کشور روسیه است.